# Saparewa banja (gmina)
Saparewa banja (bułg. Община Сапарева баня) – gmina w zachodniej Bułgarii, w obwodzie Kiustendił.

## Miejscowości
Miejscowości wchodzące w skład gminy Saparewa banja:
- Owczarci (bułg.: Овчарци),
- Panicziszte (bułg.: Паничище),
- Resiłowo (bułg.: Ресилово),
- Saparewa banja (bułg.: Сапарева баня) − siedziba gminy,
- Saparewo (bułg.: Сапарево).